# 凯斯门特机场
凯斯门特机场又名博多恩诺机场（英語：Baldonnel Aerodrome），是位于爱尔兰都柏林西南部的军用机场，在7号国道主干道的路旁。是爱尔兰空军的总部和唯一的机场，也用于其他政府目的。

## 历史
机场建于1917年，很快成为皇家空军的军用机场，曾是皇家空军爱尔兰司令部的一部分。
1965年2月，博多恩诺机场改名为凯斯门特机场，用以纪念爱尔兰民族主义者罗杰·凯斯门特。
1995年建议将凯斯门特机场改为都柏林的第二个商业机场，以供廉价航空如瑞安航空使用。
反战人士指责政府让机场作为美军过境使用的枢纽机场，2002年3月爱尔兰国防部长迈克尔·史密斯证实，自2001年9月共有22架美方军用飞机降落在凯斯门特机场。自21世纪以来，美国中央情报局将凯斯门特机场用作非常规引渡机场，并对香农机场提出了类似要求。
伊丽莎白二世女王于2011年5月17日抵达凯斯门特机场开始对爱尔兰进行国事访问。